# Кандия Ломелина
Ка̀ндия Ломелѝна (на италиански: Candia Lomellina, на местен диалект: Chendia, Кендия) е село и община в Северна Италия, провинция Павия, регион Ломбардия. Разположено е на 102 m надморска височина. Населението на общината е 1601 души (към 2017 г.).